# ژان-آنتوان دو بائیف
ژان-آنتوان دُ بائیف (به فرانسوی: Jean-Antoine de Baïf) (زادهٔ ۱۵۳۲ـ درگذشتهٔ ۱۵۸۹م) شاعر، مورخ، مقاله‌نویس، مترجم و دانشمند فرانسوی و فاضل‌ترین فرد از ۷شاعر گروه پلئیاد.
بائیف فرزند نامشروع لازار دُ بائیف انسانگرا و دیپلمات و معشوقهٔ ونیزی اش بود. او در ونیز به دنیا آمد. پس از بازگشت خانواده اش به پاریس ژان دُرا، او و پیر دُ رُنسار را در کالج کنکئورت آموزش داد. این دو به همراه یوآخیم دوبلای کوشیدند تا شعر فرانسوی را با پیروی از قدما و شاعران ایتالیایی دگرگون کنند. بائیف دو مجموعه غزل "عشقهای ملین" (۱۵۵۲م) و "عشقهای فرانسین" (۱۵۵۵م) را به شیوهٔ پترارک و اپیکور و با همین هدف سرود. در ۱۵۶۷م، کمدی "شجاع" اقتباسی از "سرباز لاف زن " اثر پلاوتوس به روی صحنه آمد و منتشر شد.
بائیف مورد توجه شاهانهٔ شارل نهم و آنری (هانری) سوم قرار داشت و از ایشان مستمری دریافت می‌کرد. او شاعری ذوفنون، نوآور و تجربه گر بود که نظام تلفظ آواشناختی را ابداع کرد ومورد استفاده قرار دادو همچنین به همراه تیبُل دُ کُرویلِ آهنگساز مدرسه‌ای عالی برای ترویج برخی نظریات افلاطون دربارهٔ اتحاد شعر و موسیقی بنیاد نهاد که چندان نپایید. "شعر بائیفی"ـ شعر ۱۵ هجایی ـ از جمله ابداعات وزنی او بود. "نظریاتش در" نوبرانه‌های شعر فرانسه در ادبیات موزون " (۱۵۷۴م) و ترانه‌هایش همراه با موسیقیِ، نوشتهٔ ژاک مودویی ـ در" سرودهای کوچک موزون" (۱۵۸۶م) آمده‌است.
شعر بائیف شخصی است و قریحهٔ او از نبوغش درخلق صورت و زبان کمتراست، ولی استعداد بیشتری برای بیان توصیفات واقعی و روشن، به ویژه درعرصهٔ زندگی روستایی و طنز، دارد.
بائیف بیشتر به نوآوری در شکل و زبان پرداخته‌است اما قریحه‌ای در هجو و نیز بیان توصیفات واقع‌گرایانه و زنده از زندگی روستایی دارد. "آثار مقفی"(۱۵۷۳م) دانش او را آشکار می‌کند زیرا در شعرهای اسطوره‌ای، سروده‌های شبانی، هجویات و غزلواره‌های این مجموعه از نمونه‌های یونانی، لاتینی، لاتینی نو و ایتالیایی تقلید کرده‌است. مهمترین اثر او"میمها، آموزشها و ضرب المثلها "(۱۵۷۶م) به علم، سیاست و اخلاق پرداخته‌است. نظریاتش در"نوبرانه‌های شعر فرانسه در ادبیات موزون"(۱۵۷۴م) و ترانه‌هایش در"سرودهای کوچک و موزون"(۱۵۸۶م) آمده‌است.
از دیگر آثار اوست: نخستین بارقه‌ها (۱۵۶۷م) تقدیم به کاترین دُ مدیچی، (۱۵۷۴م) سرگرمیها و ترجمهٔ منظوم «خواجه» اثر ترنتیوس و آنتیگونهٔ سوفوکل.